# Kostojevići
Kostojevići (cyr. Костојевићи) – wieś w Serbii, w okręgu zlatiborskim, w gminie Bajina Bašta. W 2011 roku liczyła 411 mieszkańców.